# Ahmedabad (Hunza)
Ahmedabad  (urdu: احمد آباد) è una città situata nel distretto di Hunza, nel Gilgit-Baltistan, in Pakistan.